# 神堂坪乡
神堂坪乡，是中华人民共和国山西省忻州市岢岚县下辖的一个乡镇级行政单位。2021年5月，撤销神堂坪乡，整建制并入三井镇。

## 行政区划
神堂坪乡下辖以下地区：
神堂坪村、阎家坪村、安塘村、康家会村、丈子村、卡修坪村、五秀村、西洼村、团城子村、新民村、水门村、大营盘村、黑峪村和马仙庄村。